# Jan Wornar
Jan Wornar, (ur. 7 grudnia 1934 w Hórkach (niem. Horka k. Kamjenca) – zm. 20 maja 1999 w Dreźnie), pisarz łużycki. Autor opowiastek i humoresek Wajchtar trubi (1967), opowiadań z życia wsi Po wsy horje, po wsy dele (1993), powieści rozrachunkowej z czasów II wojny światowej Rozpuće (1986), głównie jednak utworów dla młodzieży, np. powieści Dypornak ma ptačka (1974), i licznych sztuk dla dzieci. Był autorem sztuk teatralnych związanych z tematyką łużycką lub z konfliktami łużycko-niemieckimi.

## Twórczość
- Opium (1965)
- Wajchtar trubi (1967)
- Čapla a Hapla. Bajka z našich dnjow. (1969)
- Dypornak ma ptačka (1974)
- Šěrikowe huslički (1978)
- Železny pjeršćeń (1980)
- Tři rjanolinki. Serbska bajka. (1985)
- Njebudu mjelčeć. Ze žiwjenja Thälmanna. (1986)
- Rozpuće (1986)
- Mudra wudra a druhe powědki wo zwěrjatach (1988)
- Po wsy horje, po wsy dele. Powědki. (1993)
- Dźiwny stražnik w Sernjanach (1994)
- Halo, tu je stonóžka. (1997)
- Honač Heinrich (1998)
- Bombi pyta lód. (2002)